# Хрестовий похід 1101

Ар'єргардний Хрестовий похід, або Хрестовий похід 1101 — похід представників західноєвропейської знаті проти сельджуків Малої Азії, організований папою Пасхалієм II в 1100 році під приводом звільнення Боемунда I, князя Антіохії і одного з найпрославленіших ватажків Першого Хрестового походу, якого захопив в полон емір Каппадокії Газі ібн Данішменд. Кампанія завершилася повною поразкою хрестоносців.

## Передумови
Успіх Першого Хрестового походу викликав сплеск релігійного фанатизму на Заході. Багатьох його учасників, які повернулися в Європу до того, як було захоплено Єрусалим, зустріли з презирством і звинуваченнями в боягузтві. Так, Адела Нормандська, дружина графа Етьєна II де Блуа, який покинув хрестоносне військо під час облоги Антіохії, загрожувала чоловікові розлученням через його вчинок, а графа Вермандуа Папа Пасхалій II мав намір відлучити від церкви за невиконання обітниці. До того ж повідомлення про казкові багатства, набуті щасливими хрестоносцями, не давали спокою багатьом бідним лицарям, які раніше не наважувалися вирушити на Схід.
Приводом для оголошення ар'єргардного походу стала звістка про полонення еміром Каппадокії Газі ібн Данішмендом князя Антіохії Боемунда Тарентського, одного з найбільш прославлених ватажків Першого Хрестового походу.

## Хід бойових дій

### Ломбардський похід
Ансельм IV, архієпископ Міланський, почав збір військ в Ломбардії, щоб звільнити Боемунда з ув'язнення. Зібрана ним армія складалася переважно з погано навчених новобранців. Чисельність ломбардського ополчення, за оцінкою Жозефа Мішо, склала приблизно двісті тисяч осіб (втім, ймовірно, що історик дещо перебільшив її). Цей різношерстний натовп виступив з Мілана восени 1100, перетнув візантійські володіння і підійшов до Константинополя. Оскільки ломбардські хрестоносці не гребували грабежами, Олексій I Комнін поспішив переправити їх у Малу Азію. У травні 1101 військо архієпископа з'єдналося поблизу Нікомедії з французькою хрестоносною армією, яку очолювали Етьєн де Блуа і Раймунд IV, один з лідерів Першого Хрестового походу. Раймунд, старовинний недруг Боемунда, переслідував власні цілі, оскільки в той час перебував на службі у візантійського імператора, йому аж ніяк не хотілося звільняти особистого ворога з полону, але під тиском хрестоносців і імператора він був змушений погодитися очолити кампанію.
Раймунд і Етьєн, не з чуток знайомі з важкими умовами війни на Сході, попереджали ломбардців, що спроба перетнути Анатолію посеред літа може виявитися згубною, однак ті стояли на своєму і вимагали негайно виступити на Неокесарію, де перебував у полоні Боемунд. Хрестоносці рушили на північ і 23 червня 1101, не зустрівши істотного опору, взяли Анкару; місто було передано візантійцям. Проте перший успіх виявився для франко-ломбардскої армії і останнім. В середині липня хрестоносці підійшли до Мерзіфона, де їх чекало в засідці об'єднане військо румських сельджуків, Данішменда і Рідвана, правителя Алеппо. Європейці розділили свою армію на п'ять корпусів, які опинилися оточені турками і в підсумку практично повністю знищені. Раймунду, Етьєну де Блуа, Етьєну Бургундському, Ансельму Міланському і небагатьом лицарям вдалося врятуватися втечею. Вони прибули в Константинополь, де архієпископ Ансельм помер від отриманих ран.

### Похід Гильйома Неверського
Друга хрестоносна армія, яку очолював граф Невера Гільйом II, вирушила в дорогу пізніше, ніж ломбардське ополчення, і досягла Константинополя наприкінці весни 1101. Солдати Гільйома утримувалися від грабежів, і візантійці охоче пропустили їх в Анатолію. Неверська армія обложила Іконій, проте не змогла взяти його і відступила. У вересні 1101 Гільйом і його люди потрапили в засідку Килич-Арслана в ущелинах Тавра і зазнали нищівної поразки, сам граф і дехто з його лицарів втекли з поля бою, кинувши все своє майно, і зуміли дістатися до Антіохії.

### Франко-баварський похід
Третє військо хрестоносців виступило з Франції та Священної Римської імперії. Ним командували герцог Аквітанії Гільйом IX, граф Гуго Вермандуа і Вельф IV. До походу приєдналася також маркграфиня Іда Австрійська, за якою йшла велика свита. Ці представники знаті (не рахуючи, можливо, Вермандуа, який вже брав участь в Хрестовому поході) дуже легковажно поставилися до своєї військової кампанії і недооцінили сили противника. Досягнувши Константинополя незабаром після відбуття Гільйома II Неверського, ватажки армії розділили сили: частина воїнів вирушила в Яффу морем, а решта продовжили шлях через Анатолію.
У вересні, незабаром після розгрому Гільйома II, франко-баварське військо зустрілося з армією Килич-Арслана неподалік від Гераклеї. В битві європейці виявилися розбиті і зазнали важких втрат. Гільйом Аквітанський врятувався втечею з шістьма лицарями; втекти вдалося і Вельфу Баварському. Гуго Вермандуа був смертельно поранений стрілою і помер 18 жовтня в Тарсі, куди відступили нечисленні вцілілі хрестоносці. Маркграфиня Іда зникла безвісти. Найімовірніше, вона загинула в бою. Пізніша легенда стверджує, ніби вона була взята в полон і потрапила в гарем, її навіть вважали матір'ю відомого мусульманського полководця Зенги (Занг), але це очевидна омана (до моменту початку походу той був лише юнаком).
Уцілілі в битві при Гераклеї французи і баварці не стали намагатися продовжити шлях і повернулися до Європи. Ар'єргардний Хрестовий похід безславно завершився.

### Підсумки і наслідки
Знищення мусульманами трьох численних армій призвело правителів держав хрестоносців в зневіру. Розгром ар'єргардного походу означав майже повне припинення припливу свіжих військ і християнського мирного населення в Єрусалимське королівство — дорога через Анатолію відтепер була закрита для християн, а морем доставити скільки-небудь значні підкріплення було неможливо, так що тепер католицьким князівствам Сходу доводилося розраховувати лише на власні сили. Надії єрусалимських королів на інтенсивне розширення володінь виявилися зруйновані.
Подальші спроби ватажків ар'єргардного походу вести війни з сельджуками Малої Азії також були невдалі. Небагато вцілілих, які добралися до Антіохії, в 1102 році прибули в Єрусалим, звідки багато з них відразу ж відплили до Європи, порахувавши свої присяги виконаними. Етьєн де Блуа залишився при дворі короля Балдуїна I і загинув в битві при Рамле. Ед, герцог Бургундський, що потрапив у полон до мусульман, так і не був викуплений і помер в ув'язненні. Раймунд Тулузький повернувся в Константинополь, де був холодно зустрінутий імператором Олексієм, розчарованим невдачею свого протеже. Потім він у супроводі Гильома Неверского і нечисленних французьких лицарів відплив до князівства Антіохійського. Регент Антіохії Танкред Тарентський співчутливо зустрів всіх невдачливих хрестоносців, крім Раймунда, якого наказав кинути у в'язницю, звинувативши в загибелі всіх трьох європейських армій. Граф Тулузький був звільнений лише після того, як відрікся від усіх земель в Північній Сирії, на які претендував Танкред — таким чином, як не парадоксально, поразка ар'єргардного походу обернулася несподіваними територіальними придбаннями для Антіохії.
Після розгрому християн Килич-Арслан міг не боятися нового вторгнення і переніс свою столицю в Іконій. Певну вигоду від походу отримали візантійці, які привласнили завойовану хрестоносцями Анкару.